# Дьявольские испытания!
«Дьявольские испытания!» (англ. Trials of the Demon!) — пятнадцатый эпизод американского мультсериала «Бэтмен: Отважный и смелый».

## Сюжет
В 19 веке в Лондоне заводится маньяк, похищающий души своих жертв. Доктор Ватсон предполагает, что это дело рук Профессора Мориарти, но Шерлок Холмс в этом не уверен. Когда они слышат крик очередной жертвы, они прибегают на место преступления и видят разгневанный народ, который подозревает в преступлениях Джейсона Блада. Тот пытается вызвать Бэтмена из будущего с помощью заклинаний, но не успевает. Когда его связывают, он частично превращается в демона Этригана, что ещё больше усиливает подозрения. Однако Холмс не верит в его виновность и заканчивает ритуал, вызывая Бэтмена. После знакомства, Бэтмен спасает Джейсона от сожжения на костре.
Они выясняют, что количество жертв будет равняться десяти и слышат крики девятой. Блад превращается в Этригана и с Бэтменом отправляется туда. Бэтмен узнаёт в преступнике Джеймса Креддока, который в его времени известен как Джентльмен Дух. Он натравливает на Этригана гигантскую змею и превращает плащ Бэтмена в демона, а сам скрывается. После победы над чудищами, Этриган наделяет Бэтмена новым костюмом, более подходящим к той эпохе. Блад и Бэтмен отправляются в библиотеку первого, чтобы разузнать о роге, которым Креддок похищает души, а Холмс желает вести расследование в одиночку. Креддок тем временем рассказывает демону, которому служит, о последних событиях. В библиотеке Бэтмен понимает, что Креддок хочет стать бессмертным в обмен на 10 душ. Доктор Ватсон сообщает им, что Холмс отправился к мельнице, убежищу Креддока, и они тоже идут туда.
Там Холмс уже сражается с Креддоком, но терпит поражение. Когда прибывают Бэтмен и Этриган, он призывает демона, чтобы тот сразился с ними, а сам крадёт душу Шерлока. Креддок отправляется в подземный мир, а Бэтмен и Этриган, победив демона, следуют за ним. Дьявол Астарот, на которого работает Креддок, сражается с Этриганом, а Бэтмен — с Креддоком. Он говорит, что в будущем Джим станет духом, и предупреждает, что демон его обманет, но Креддок не верит. Он требует от демона выполнить его часть уговора, и тот заклинает, что душа Креддока никогда не покинет мир. Когда последний собирается отдать души, ему мешает Этриган. Бэтмен бросает трость Креддока товарищу, и Этриган уничтожает Астарота с помощью железа. После этого в библиотеке Бэтмен прощается со всеми и возвращается в будущее, а доктор Ватсон сообщает, что Креддока казнили. На кладбище из его могилы вылетает Джентльмен Дух, желающий отомстить Бэтмену.

## Роли озвучивали
- Дидрих Бадер — Бэтмен
- Грег Эллис — Джеймс Креддок (Джентльмен Дух)
- Ди Брэдли Бейкер — Джейсон Блад / Этриган
- Йен Бьюкэнэн — Шерлок Холмс
- Джим Пиддок — Доктор Ватсон

## Отзывы
Дэн Филлипс из IGN поставил эпизоду оценку 8,3 из 10 и написал, что «в прошлом он критиковал эпизоды „Бэтмена: Отважного и смеого“ за то, что они не использовали весь потенциал локаций, особенно когда дело доходило до странных или концептуальных мест», но «к счастью, про это никак нельзя сказать о последнем эпизоде „Дьявольские испытания!“», в котором «история происходит в девятнадцатом веке в Лондоне с участием Бэтмена, Шерлока Холмса, Ватсона, демона Этригана и Джентльмена Духа». Рецензент отметил, что «помимо возможности увидеть команду Бэтмена и Шерлока Холмса, этот эпизод также прекрасно работает в качестве истории происхождения Джентльмена Духа». В конце критик добавил, что «как и лучшие эпизоды этого мультсериала, „Дьявольские испытания!“ наполнены массой грандиозных идей, юмористических моментов и огромной кинетической энергией».
Кевин Лайонс из The EOFFTV Review написал, что «версия Холмса, с которой сталкивается Бэтмен, взята из ряда высокомерных идиотских образов Холмса. Он слишком хорош в своей работе, эпизод изображает его дедуктивные навыки как его „суперсилу“, и он часто поразительно груб, особенно с Ватсоном». Однако в конце он добавил, что «в „Дьявольских испытаниях!“ происходит так много всего, что эпизод почти компенсирует это».